# Cicciana obliqua
Cicciana obliqua är en insektsart som först beskrevs av Walker 1851.  Cicciana obliqua ingår i släktet Cicciana och familjen dvärgstritar. Inga underarter finns listade i Catalogue of Life.